# 林ゆみ子
林 ゆみ子（はやし ゆみこ、4月19日 - ）は、日本の女性声優。茨城県出身。
東京アナウンス学院卒業後、三木プロダクション所属を経て、フリーとして活動する。

## 出演

### アニメ
- フリクリ オルタナ

### ゲーム
- ネコぶろ
- 愛と勇気のぶつかりゲームもふもふ

### 舞台
- 新国立劇場 オペラ ラインの黄金
- しずか式 佐藤家のぬかどこシリーズ